# وابونگه
وابونگه (به لاتین: Łabunie) یک روستا در لهستان است که در گمینا وابونگه واقع شده‌است. وابونگه ۱٬۶۷۰ نفر جمعیت دارد.